# 부리람 공항
부리람 공항(태국어: ท่าอากาศยานบุรีรัมย์ 영어: Buri Ram Airport IATA: BFV, ICAO: VTUO)은 태국 부리람에 있는 국내 공항이다.

## 시설
공항은 해발 180 미터 (591 ft) 해수면에 있다.  아스팔트 표면이 2,100 X 45m (6,890ft X 148ft) 활주로가 04/22로 지정됨.

## 항공사 및 목적지
| 항공사         | 목적지          |
| -------------- | --------------- |
| 녹에어         | 돈므앙 국제공항 |
| 타이에어아시아 | 돈므앙 국제공항 |